# Марсаков, Георгий Петрович
Гео́ргий Петро́вич Марсако́в (12 (24) апреля 1886, станица Наследницкая Верхнеуральского уезда Оренбургской губернии — 13 марта 1963) — российский и советский инженер. С отличием окончил Томский технологический институт, получив сразу две специальности — инженера-механика силовых установок и холодильного оборудования. Участвовал в запуске орудийного завода в Царицыне, руководил несколькими его цехами. После Октябрьской революции 1917 года поддержал большевиков, но в Гражданской войне участия не принимал. С 1920-х годов занимался разработкой промышленного хлебопечения. В конце 1920 — начале 1930-х годов разработал оригинальную методику хлебозаводов с использованием кольцевой технологии хлебопечения, по которой были построены 7 крупных хлебозаводов в Москве и Ленинграде. В конце 1930-х годов безуспешно пытался внедрить аналогичную кольцевую технологию в других сферах промышленности (в частности — на Билимбаевском металлургическом заводе). В начале 1940-х годов разрабатывал свёклоуборочный комбайн с использованием кольцевой технологии. Работы не были завершены по причине начала Великой Отечественной войны.

## Биография

### Ранняя жизнь
Георгий Петрович Марсаков родился в казачьей станице Наследницкой Верхнеуральского уезда Оренбургской губернии в семье мещанина города Верхнеуральска Петра Калистратовича Марсакова. В станице Пётр Марсаков считался так называемым «иногородним» — человеком неказацкого сословия, не имевшего собственного надела, поэтому ему приходилось браться за любую работу. В результате он освоил множество профессий — бывал кузнецом, маляром, слесарем, штукатуром и даже играл на скрипке на свадьбах. В Наследницкой Марсаков-старший полностью построил с нуля собственными силами ветряную мельницу на деньги местного купца. Георгий с раннего детства помогал отцу в его работе, ему также хорошо давалась учёба, но из-за недоброжелательности местных казаков, которые не хотели, чтобы их дети учились вместе с «иногородними», ему и его младшему брату Евгению приходилось посещать класс для девочек в местной церковно-приходской школе. Позднее отец нашёл способ дать сыновьям образование, переведя их в гимназию в Троицке. Получив среднее образование, Марсаков переехал в Томск, где поступил в Томский технологический институт. Ещё в процессе обучения получил приглашение на работу от инженера Каменева на завод «Наваль» в Николаеве. В 1914 году Марсаков с успехом окончил технологический институт, защитив два выпускных диплома и получив две специальности — инженера-механика силовых установок и холодильного оборудования.

### Начало карьеры
В том же году Марсаков переехал в Царицын, куда к тому времени перебрался из Николаева инженер Каменев, и работал на строительстве орудийного завода в должности инженера по монтажу металлургического оборудования. После запуска завода руководил несколькими его цехами — слесарно-механическим, чугунолитейным, котельным и модельным, а затем стал заместителем главного инженера. После Октябрьской революции 1917 года и прихода к власти большевиков Марсаков их поддержал и некоторое время был членом Царицынского совета рабочих и солдатских депутатов. Однако, после выхода России из Первой мировой войны завод фактически прекратил свою деятельность, а после начала Гражданской войны Царицын оказался в руках белых — противников большевиков, что создавало опасность для Марсакова. Хоть Георгий Петрович и не был членом партии большевиков, он занимал должность товарища (заместителя) председателя Союза инженерно-технических работников Царицынского Губпрофсовета и представителем в комиссии по введению Рабочего Контроля при Царицынском Совете рабочих и солдатских депутатов. Потому он решил в целях безопасности временно покинуть город и вернуться на родину.

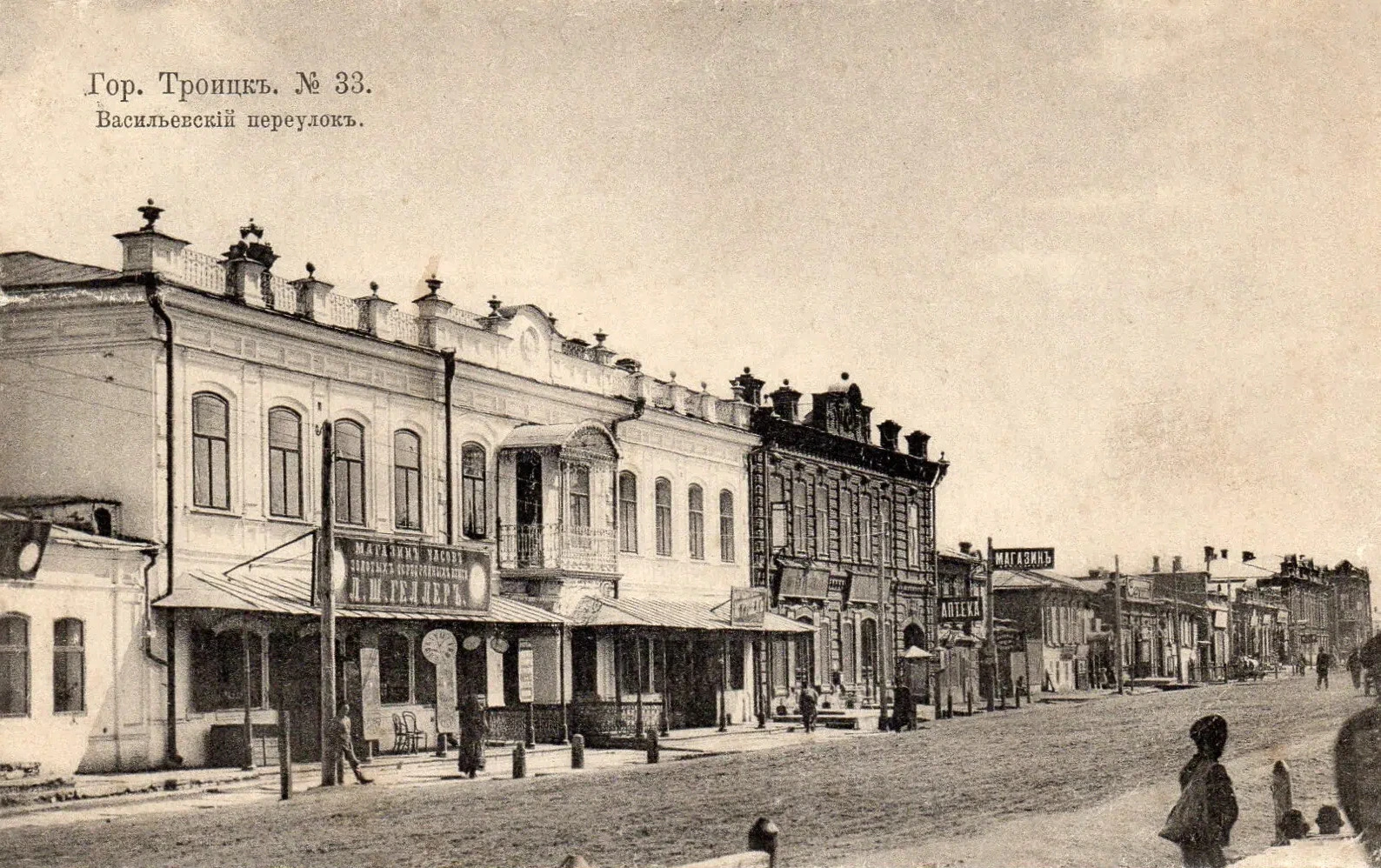
Троицк в начале XX века

### Гражданская война и восстановление экономики
В начале 1918 года Георгий Петрович приехал к отцу в Троицк, который на тот момент тоже занимали белые. Летом белые объявили мобилизацию, но Марсаков от неё уклонился. К сентябрю у него не осталось накоплений, и пришлось заняться поиском работы, что оказалось затруднительным, поскольку все документы об образовании остались в Царицыне. Тем не менее, у Георгия Петровича было с собой удостоверение царицынского оружейного завода, что позволило ему в октябре 1918 года поступить в артиллерийское управление армии адмирала Колчака. Марсаков оказался под началом начальника тяжёлой артиллерии особого назначения генерал-майора Фёдора Фёдоровича Шерпантье, который поручил ему организацию ремонтных мастерских в Красноярске. Марсаков однако решил не ехать в Красноярск, уволился и переехал вместо этого в Омск, где поступил на службу к купцу Самохвалову для строительства тому макаронной фабрики в Кустанае. Прибыв в Кустанай 25 декабря 1918 года, Марсаков в первый же день был арестован начальником местного гарнизона за самовольное оставление части и большевистскую агитацию. Благодаря заступничеству двух своих товарищей по троицкой гимназии братьев Преображенских — врача и юриста — Георгию Петровичу удалось освободиться из-под ареста. Он решил не искушать судьбу и вернулся в Троицк.
В Троицке Марсаков устроился работать на убойно-холодильный комбинат (ныне Троицкий консервный комбинат), бывший по тем временам одним из самых передовых предприятий в своей отрасли. Комбинат имел стратегическое значение, поскольку поставлял консервы для армии. В августе 1919 года перед занятием города частями Красной армии белое командование отдало приказ руководству предприятия о приведении в негодность оборудования комбината, однако Марсаков приказа не выполнил. Сам он был отправлен как ценный специалист в обозе белых в Новосибирск. Когда обоз добрался до пункта назначения, власть уже сменилась, и город находился под управлением Сибирского революционного комитета. За сохранение консервного завода Марсаков получил благодарность от одного из руководителей Сибревкома товарища Дружинина.
В мае 1920 года ситуация на фронтах Гражданской войны изменилась, и Марсаков получил возможность вернуться в Царицын. Там он сперва занимался восстановлением взорванного белыми городского водопровода..
27 декабря 1920 года Марсаков подаёт в Царицынский совнархоз докладную записку «о необходимости строительства холодильника и открытия в Царицыне холодных складов». Он разработал план «холодной цепи», позволяющей осуществлять поставки охлаждённых и мороженых рыбы, птицы и мяса скота. Через два года была пущена первая очередь холодильника. Благодаря тщательному контролю всех операциий Марсаков обеспечил снабжение свежим мясом не только Царицына, но и Москвы. Для усиления конкурентоспособности мяса с хладобойни на местном рынке были установлены холодильные шкафы, в результате чего «марсаковское» мясо всегда было лучшим на рынке.
В 1923 году Управлением мясохладобоен был утверждён план строительства второй очереди холодильника. Был разобран машинный зал, вырыты котлованы под новые электрогенераторы и заложены фундаменты. В это время Управлением были развёрнуты заготовки скота, и от Марсакова потребовали срочно принять крупную партию мяса. Сделав необходимые расчёты, Марсаков решил использовать в качестве временного фундамента для генератора полуторатонный маховик старого двигателя, лежавший во дворе хладобойни. В двухдневный срок хладобойня была пущена вновь.

### Создатель хлебозаводов

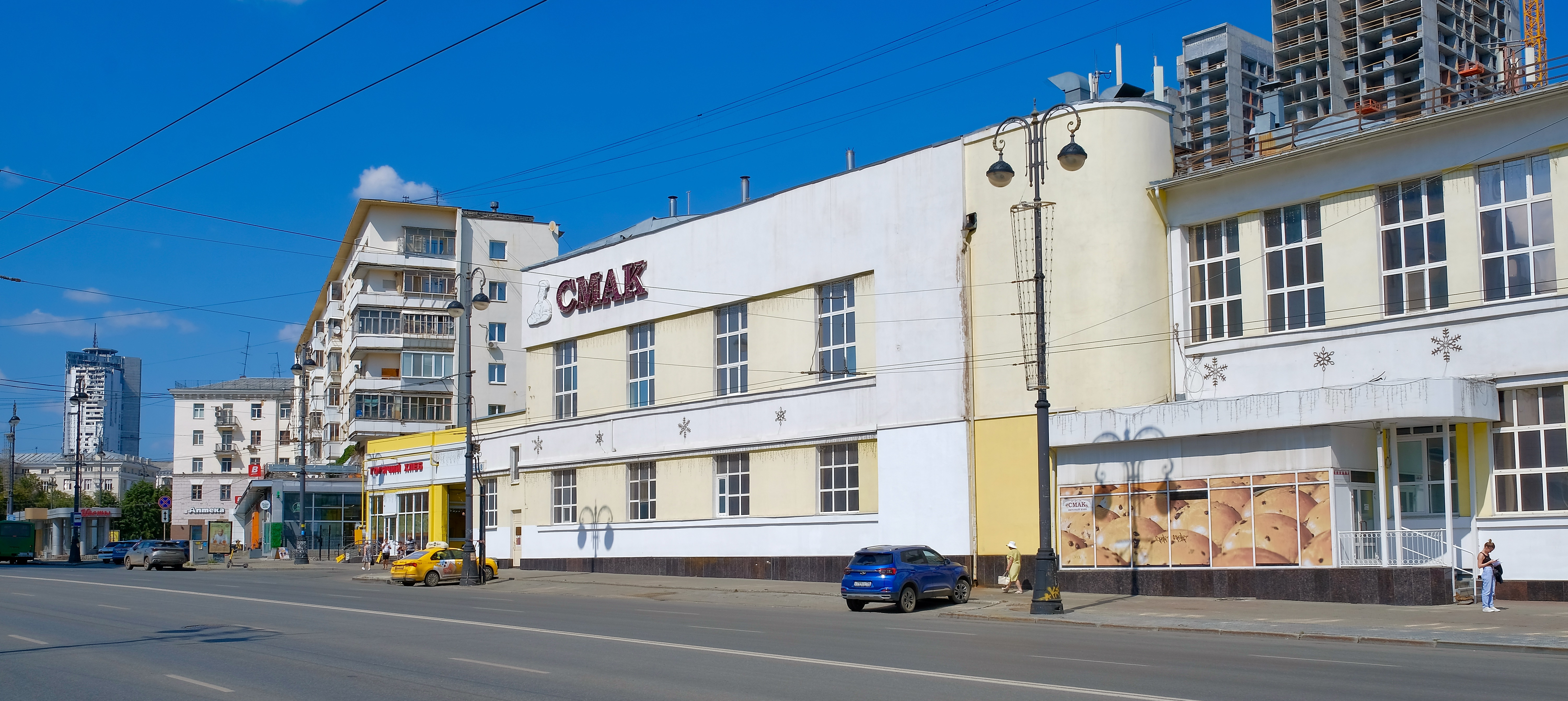
Свердловский хлебозавод № 1 в 2023 году

В 1921 году Высшим советом народного хозяйства было создано акционерное общество «Мельстрой», задачей которого была организация промышленного производства хлеба в стране. Первоначально попробовали скопировать иностранное оборудование для хлебозаводов, но быстро поняли, что такое копирование невозможно в имевшейся в России экономической ситуации, поэтому проектирование было поручено местным инженерам. Среди них был Марсаков, который в 1924 году был назначен руководителем строительства царицынского хлебозавода. В процессе инженер изобрёл печь собственной конструкции, которая позволяла производить до сорока тонн хлеба в сутки. Опыт Марсакова был замечен, и его пригласили в Днепропетровск, где Георгий Петрович возглавил проектировочную группу по разработке хлебозаводов. Там же были созданы мастерские, производившие разработанное группой оборудование. Первый завод по проекту группы Марсакова в Иваново-Вознесенске был построен и запущен в 1925—1927 годах.
В 1926 году в Свердловске на Первой Мельковской улице был запущен ещё один хлебозавод по проекту Марсакова, строительством и пуском которого руководил лично Георгий Петрович. Производительность завода составляла 2500—3000 пудов (примерно 40-50 тонн) в сутки при трёхсменной работе. На заводе было 4 печи и 46 человек обслуживающего персонала, среди которого преобладали мужчины. Хотя по расчётам инженера процент автоматизации производственных процессов на хлебозаводе мог достигать 74 %, на свердловском заводе он составлял лишь 25—27 % (что, впрочем, существенно превосходило 13 % у заводов с немецким оборудованием того времени). Неизвестно, почему значительная часть операций, которые могли быть автоматизированы, по-прежнему производилась вручную — возможно, причиной являлось желание заказчиков сэкономить на строительстве.

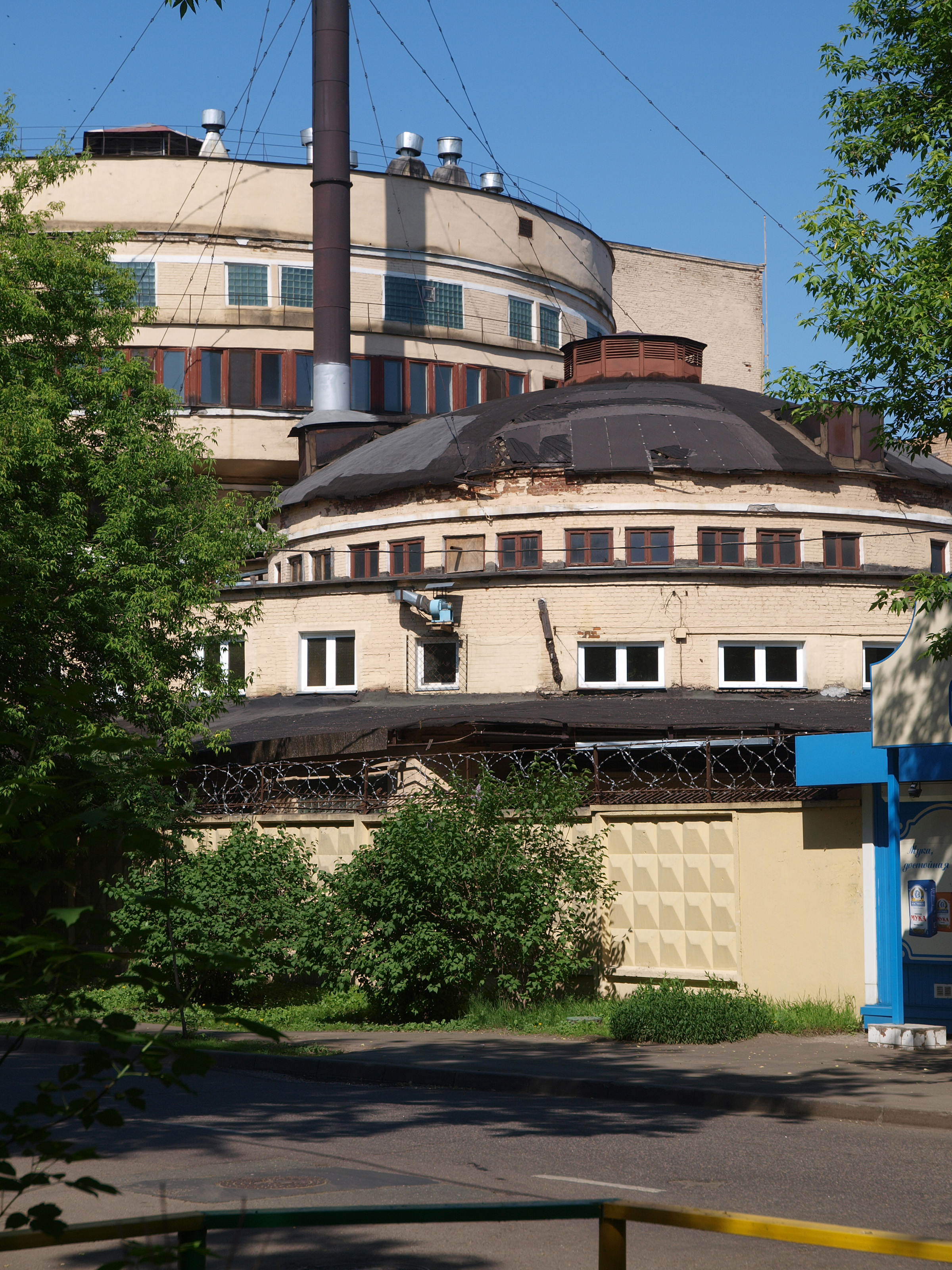
Московский хлебозавод № 7 в 2009 году

Всего днепропетровская группа Марсакова разработала и построила четыре хлебозавода в различных городах СССР. На успех группы обратило внимание хозяйственное руководство страны, и в конце 1920-х годов Георгий Петрович был приглашён в Москву для организации хлебопромышленного производства в столице. У Марсакова была идея по созданию хлебозавода-автомата с единым непрерывным конвейерным производством, которая сперва была воспринята скептически. Тем не менее для работы над проектом Марсакову был выделен один этаж на территории действовавшей пекарни на Большой Семёновской улице. Там было создано конструкторское бюро, занимавшееся разработкой новой концепции промышленной выпечки хлеба. По идее Марсакова архитекторы, строители, конструкторы, технологи, организаторы производства и практические инженеры работали совместно, разрабатывая полный проект хлебозавода — от всех механизмов до здания, в котором эти механизмы должны были быть установлены. Инновационной идеей, внедрённой Марсаковым и его группой, стало решение отказаться от линейного конвейера, и вместо этого замкнув конвейер в кольцо. Такая конструкция, получившая название кольцевой технологии хлебопечения, позволяла экономить энергию и упростить всю систему. Первая опытная установка кольцевого хлебопечения системы Марсакова была построена там же, на Большой Семёновской улице. В то время как на трёх этажах оснащённой современным по тем годам германским оборудованием пекарни производилось 12 тонн хлеба в сутки, на одном этаже, где размещалась пекарня Марсакова, производилось 50 тонн хлеба.

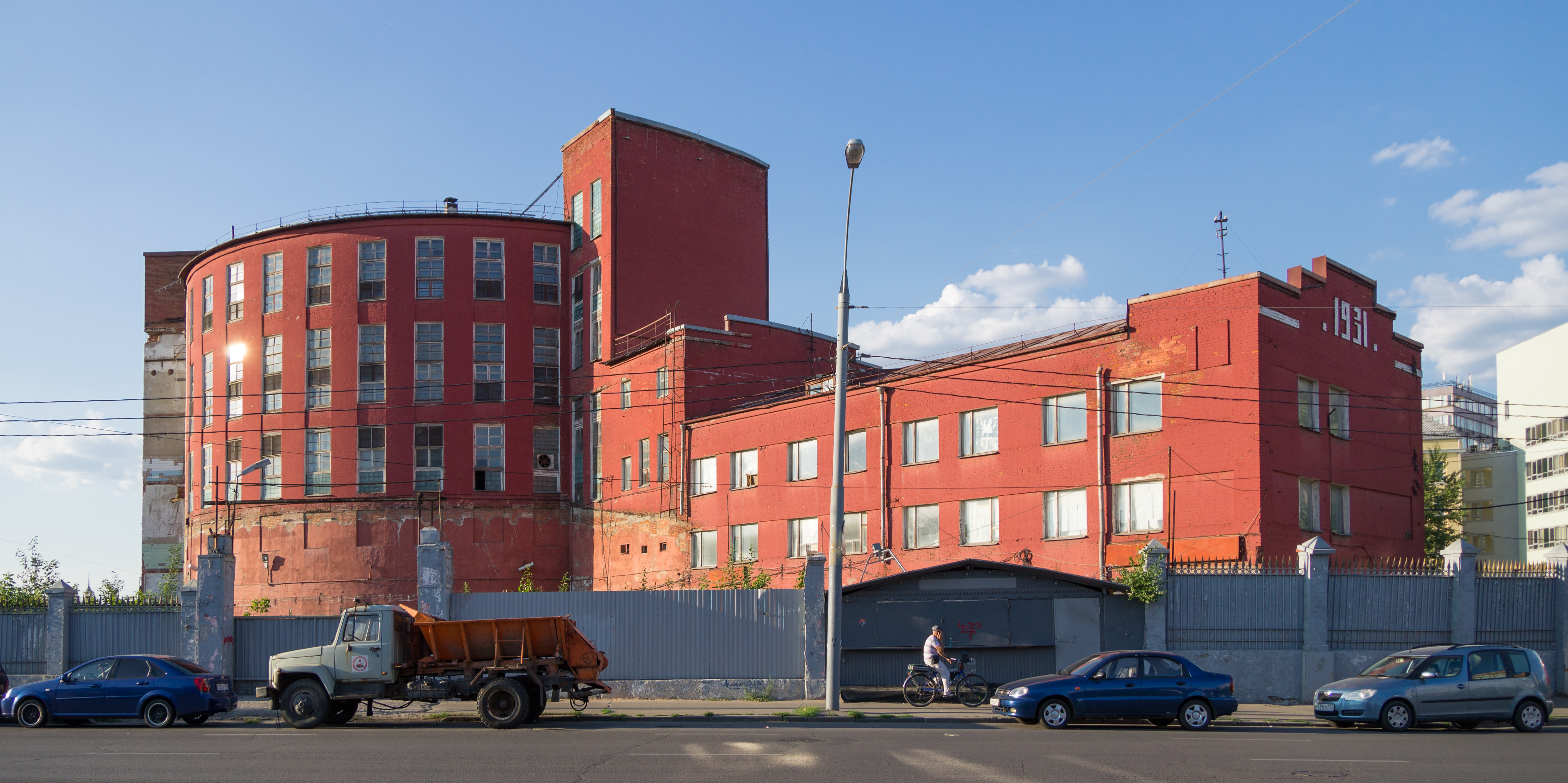
Московский хлебозавод № 5 в 2014 году

После успеха первой небольшой пекарни Марсаков получил возможность разработать проекты полноценных хлебозаводов, строительство которых было включено в план Первой пятилетки. Согласно проекту группы Марсакова, хлебозаводы должны были размещаться в специально выстроенных для них зданиях цилиндрической формы — обусловленной использовавшимся в них кольцевым конвейером. Бо́льшая часть производственных операций была автоматизирована. Сперва мука из подвального хранилища поступала на верхний, четвёртый этаж, где происходила закваска. Затем опара поступала на третий этаж, где были установлены тестомесы. Куски готового теста опускались этажом ниже и поступали на разделку. Там же, на втором этаже, происходила выпечка в кольцевых печах. Готовый хлеб опускался на первый этаж, где располагалось хранилище и производилась отгрузка готового хлеба.

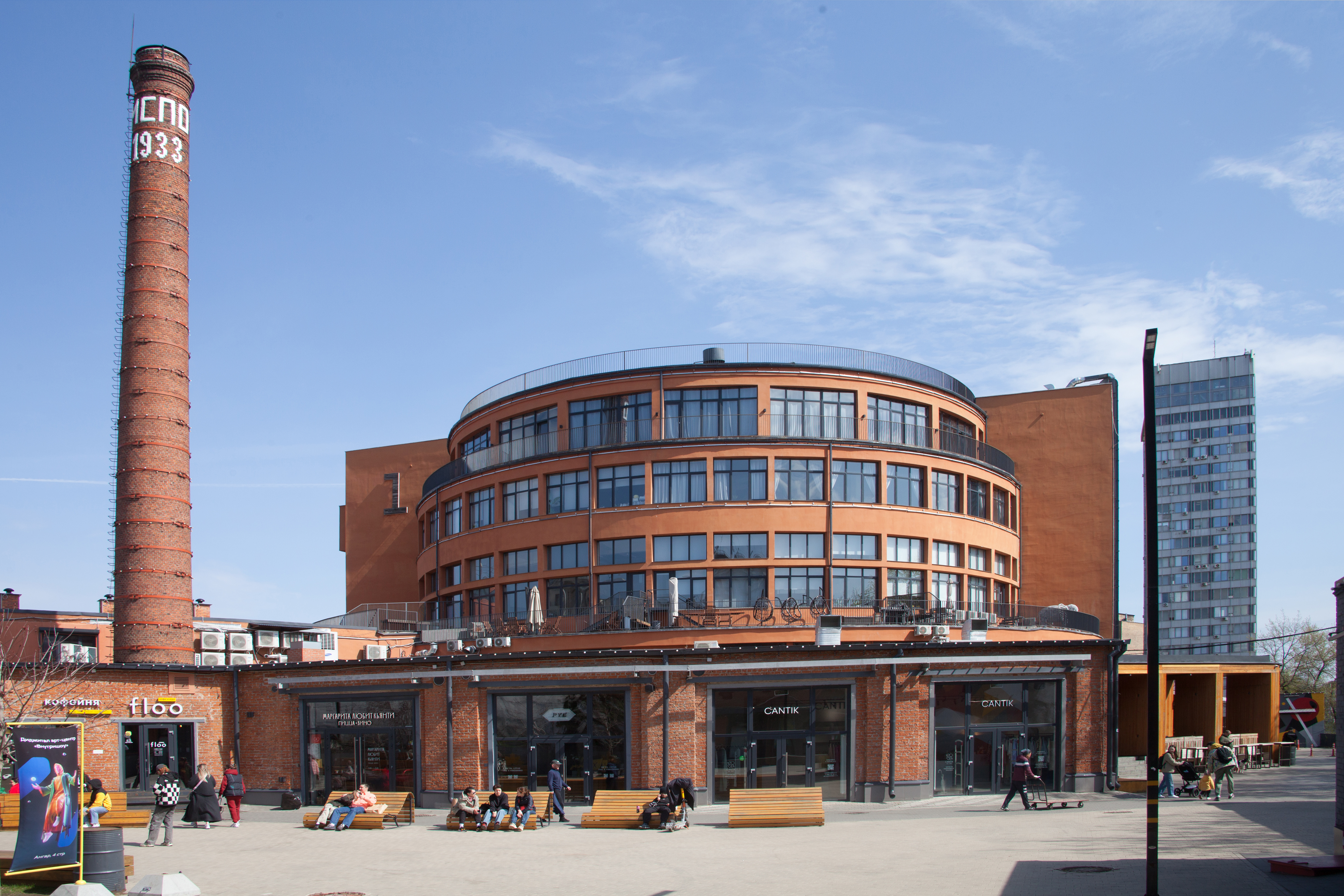
Бывший московский хлебозавод № 9 в 2024 году

План Первой пятилетки включал в себя строительство нескольких хлебозаводов системы Марсакова. Первым из них стал московский хлебозавод № 5 имени Зотова (Ходынская улица, дом 2) производительностью 250 тонн хлеба в сутки, открытый в ноябре 1931 года. После открытия первого хлебозавода была проведена работа по устранению выявленных в процессе его эксплуатации недостатков, и 14 марта 1933 был открыт следующий — московский хлебозавод № 7 (2-й Павелецкий проезд, 7, стр. 1), производительностью 300 тонн хлеба в сутки. В последующие годы в Москве были построены ещё 3 хлебозавода системы Марсакова: № 8 имени Горького (Большая Черкизовская улица, 32б), № 9 имени XVII партсъезда (Новодмитровская улица, 1, проектная производительность 190 тонн хлеба в сутки) и № 11 имени Микояна (Звёздный бульвар, 23). Ещё 2 хлебозавода были построены в Ленинграде: Левашовский хлебозавод на Барочной улице, 4а и Кушелевский хлебозавод на Политехнической улице, 11.

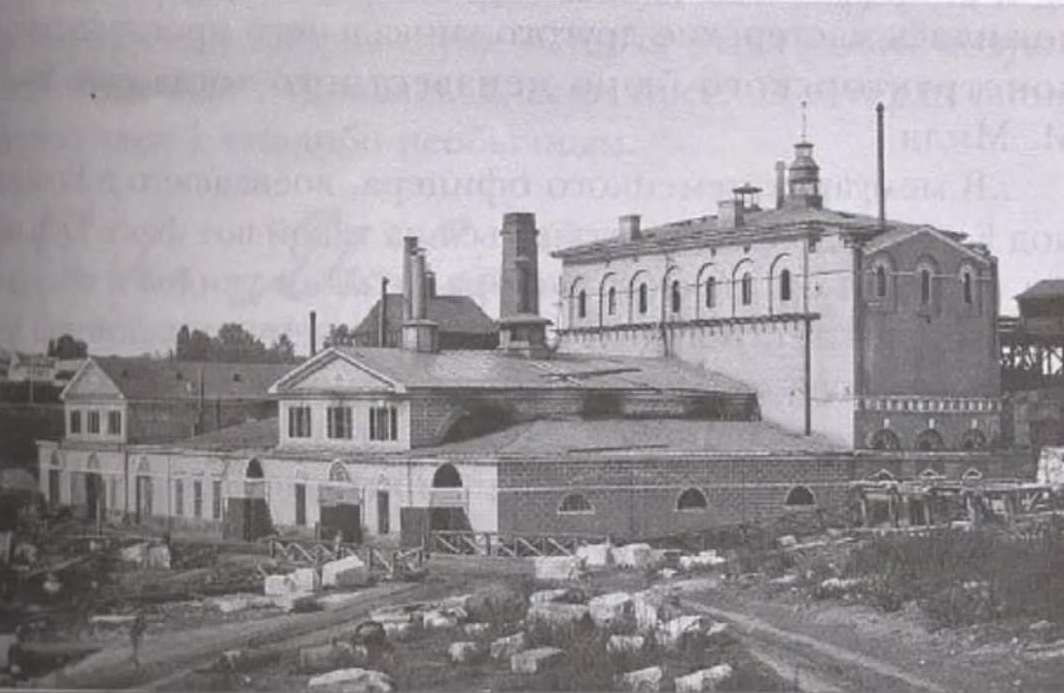
Старый билимбаевский металлургический завод в конце XIX века

### Разработчик металлургических производств
После реализации «круглых» хлебозаводов Георгий Петрович Марсаков был направлен в уральский город Билимбай, где он должен был реализовать аналогичный кольцевой конвейер на местном чугунолитейном заводе. Завод был основан ещё в 1734 году и представлял собой жалкое зрелище — последняя доменная печь на заводе была демонтирована в 1933 году, производство труб происходило по архаичной технологии литья в земляные формы. Подъёмные краны в литейном зале считались новыми, поскольку были изготовлены в 1869 году, то есть на момент приезда Марсакова им было более 79 лет. Остальное оборудование было ещё более старым — так, поршни воздуходувной машины были деревянными, обитыми войлоком и кожей; только цилиндры были чугунными, и при этом они приводились в движение давно устаревшей паровой машиной. Марсаков тщетно пытался каким-то образом преобразовать древнее производство по стандартам XX века, но не имел ни полномочий, ни поддержки со стороны руководства. Поняв бесперспективность своих усилий, он переключился на разработку с нуля альтернативного проекта строившегося в то время в Мариуполе завода «Азовсталь». Марсаковым была разработана схема, при которой производство размещалось в виде двух асимметричных колец конвейеров, между которыми располагались различные цеха — также круглые в плане. Общая площадь завода получалась примерно в два раза меньше, чем та, которую предусматривал существовавший проект, но площадь погрузочно-разгрузочных площадок выходила на 40 % больше. Георгий Петрович уделил также большое внимание экологии производственных площадок, что было совсем уж неслыханным делом в те времена — по его проекту на территории завода должно было быть высажено огромное количество деревьев, разбито множество цветников, так что внешний конвейер двигался в своего рода парке. Проект не был реализован.

### Разработчик свёклоуборочного комбайна
После неудачи с реформированием Билимбайского металлургического завода Георгию Петровичу Марсакову удалось вернуться в пищевую промышленность. В 1940 году он был назначен руководителем конструкторской группы при ЦНИИ сахарной промышленности в Ростове-на-Дону, занятой разработкой свёклоуборочного комбайна. За полтора года группа конструкторов создала пять прототипов комбайнов, основанных на столь любимой Марсаковым кольцевой схеме. Четыре из этих прототипов были испытаны на полях Краснодарского края. Из девяти технологических операций, которые должен был производить комбайн, были внедрены семь, а две оставшиеся были уже разработаны. Из-за начавшейся Великой Отечественной войны испытания пришлось свернуть, а конструкторскую группу эвакуировать на Ново-Троицкий сахарный завод во Фрунзенской области. Там Марсаков со своими сотрудниками оставался до мая 1944 года (не считая нахождения в Краснодарском крае с марта по сентябрь 1942 года). Судьба разработок Марсакова неизвестна, но первые советские серийные свёклоуборочные комбайны СПГ-1 (производился с 1948 года) и СКЕМ-3 (с 1950 года) были разработаны другими инженерами и не включали в себя кольцевого конвейера, так что, по всей видимости, идеи Марсакова не нашли применения на практике.

### Последние годы
Последующая судьба Георгия Петровича неизвестна. По всей видимости, он вышел на пенсию вскоре после окончания Великой Отечественной войны (в 1947 году ему исполнилось 60 лет). Марсаков скончался 13 марта 1963 года. Некролог на смерть изобретателя кольцевых хлебозаводов за подписями высших руководителей страны был опубликован в центральной газете «Правда», а также в некоторых других изданиях — например, в журнале «Хлебопекарная и кондитерская промышленность».

## Другие нереализованные разработки
Георгий Петрович Марсаков разработал большое количество проектов, которые так и не нашли своего воплощения. Среди них — хлебозавод малой и средней мощности, но с большим ассортиментом продукции, а также сухарный и тестомесильный агрегаты. Он придумал новые виды заводов огнеупоров, черепицы и дырчатого кирпича, паровые котлы высоких температур и сверхвысокого давления. Марсаков пытался внедрять придуманный им кольцевой конвейер в самых разных отраслях промышленности и жизни — от складов высокой пропускной способности до театра. Инженер разработал собственную систему столовых быстрого обслуживания, где столы и стулья двигались бы по кругу. Он даже спроектировал по заданию Анастаса Ивановича Микояна круглый «социалистический» город: «При правильной организации дела можно добиться, чтобы посланное из зоны пригородных хозяйств по конвейеру молоко в один и тот же час останавливалось у дверей всех домов города» — писал Марсаков. Вместе с тем, он оставался по большому счёту изобретателем-одиночкой и не смог создать собственной инженерной школы, а потому остальные проекты инженера Марсакова так и не были реализованы.

## Награды
- Орден Ленина — вручён 11 мая 1933[9].

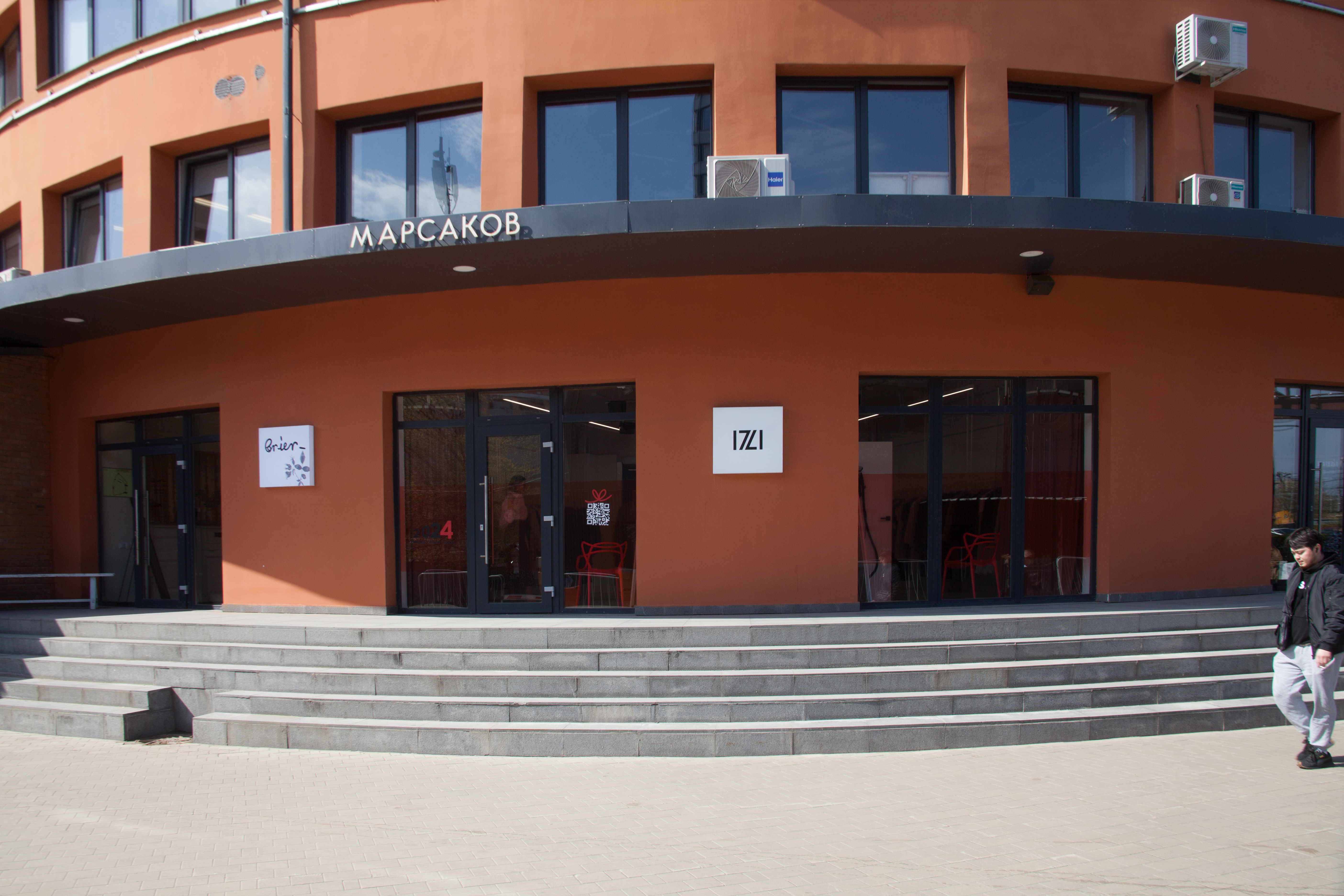
Торговая галерея «Марсаков» в здании бывшего хлебозавода № 9

## Память
После смерти Георгия Петровича Марсакова созданные им хлебозаводы продолжали работать. Созданное им оборудование оказалось на редкость надёжным — так, на московском хлебозаводе № 11 оно работало вплоть до 1992 года, а на Кушелевском хлебозаводе в Петербурге продолжало функционировать по состоянию на 2022 год. Другие построенные Марсаковым хлебозаводы постепенно приходили к необходимости замены оборудования, а из-за того, что оно было штучным, приходилось отказываться от кольцевой технология хлебопечения и ставить обычное линейное оборудование.
В 1990-е годы хлебозаводы были приватизированы, часть из них продолжает работать, остальные закрыты и перепрофилированы. Некоторые здания хлебозаводов были признаны памятниками архитектуры эпохи конструктивизма, другие снесены. Московский хлебозавод № 9 на Новодмитровской улице был преобразован в одноимённый торгово-офисный центр, одна из торговых галерей в котором получила название «Марсаков».